# Zappa confluentus
Pour les articles homonymes, voir Zappa (homonymie).
Genre
Espèce
Synonymes
- Pseudapocryptes confluentus Roberts, 1978

Zappa confluentus est une espèce de gobies, l'unique du genre Zappa.
Le nom de genre Zappa fait honneur à Frank Zappa : Edward Murdy, qui a nommé le genre, a dit, « J'aime sa musique »,.